# 大東製糖
大東製糖株式会社（だいとうせいとう、英文名称DAITO SEITO CO.,LTD.）は、『クローバー印』のブランドで砂糖等を製造販売している独立系の製糖会社。2006年現在は生産を他製糖会社との合弁の新東日本製糖、関西製糖に委託している。塩水港精糖の筆頭株主である。
沖縄県南大東村で操業している大東糖業株式会社とは無関係である。

## 沿革
- 1952年（昭和27年）7月 - 東京都江東区で設立。
- 2001年（平成13年）11月 - 新東日本製糖・関西製糖に資本参加することを発表。
- 2002年（平成14年）7月 - 新東日本製糖・関西製糖での共同生産を開始。
- 2022年（令和4年）11月 - 塩水港精糖の筆頭株主となる。
- 2023年（令和5年）7月 - 塩水港製糖と業務提携。